# Bulbophyllum brevicolumna
Bulbophyllum brevicolumna är en orkidéart som beskrevs av Jaap J. Vermeulen. Bulbophyllum brevicolumna ingår i släktet Bulbophyllum och familjen orkidéer. Inga underarter finns listade i Catalogue of Life.